# Шурковский, Рышард
Рышард Ян Шурковский (пол. Ryszard Jan Szurkowski, 12 января 1946, Свебодув — 1 февраля 2021) — польский велогонщик, двукратный серебряный призёр Олимпийских игр, четырёхкратный победитель велогонки Мира, трёхкратный чемпион мира среди любителей, тренер. Депутат Сейма Польской Народной Республики IX созыва.

## Биография
Велоспорт он выбрал в 10-летнем возрасте под впечатлением от победы своего соотечественника Станислава Круляка на велогонке Мира.
Первое время тренировался самостоятельно, с 1966 года — в армейской команде в Радоме, а с 1968 года во вроцлавской команде «Дольмель» у тренера национальной сборной Польши Хенрика Ласака. На своём первом крупном старте — чемпионате Польши 1968 года в Пруднике — занял 1-е место в кольцевых гонках.
В 1969 году Шурковский впервые принял участие в велогонке Мира, выиграл один из этапов, а в общем зачёте уступил победителю, французу Жан-Пьеру Дангийому, лишь 21 секунду. В 1970 году первенствовал на трёх этапах и стал победителем сразу в трёх классификациях, выиграв жёлтую майку победителя гонки, фиолетовую майку самого активного гонщика и голубую майку за победу в командном зачёте. На следующей гонке вновь стал первым в генеральной классификации; в 1972-м не попал в призёры, но впервые завоевал зелёную майку лидера в горном зачёте.
В 1972 году в составе сборной Польши выиграл серебряную медаль Олимпийских игр в Мюнхене в командной гонке на 100 км, а в следующем сезоне в Барселоне завоевал титулы чемпиона мира в командной и индивидуальной любительской шоссейной гонках. В 1973 и 1975 годах Шурковский вновь стал победителем велогонки Мира — первым в истории трёхкратным и четырёхкратным чемпионом этого престижного соревнования.
В 1975 году на чемпионате мира в бельгийском городе Метте выиграл золотую медаль в командной гонке. На Олимпийских играх 1976 года в Монреале, как и на предыдущей Олимпиаде, завоевал серебро в составе сборной Польши.
Рышард Шурковский побеждал на Туре Сарта (1969), Гран-при Аннабы (1971, 1979), Туре Болгарии (1971), Туре Шотландии (1972), Туре Лимузена (1974), Туре Англии (1974), Гран-при Женевы (1976), Туре Египта (1979), Туре Малой Польши (1974, 1977) и на других международных стартах. Шурковскому не удалось выиграть Тур Польши в генеральном зачёте, но он четыре раза первенствовал в очковой классификации (в 1971, 1973, 1974 и 1979 годах) и два раза в горной (1971, 1974).
В 1970 году Рышард Шурковский стал первым польским спортсменом, награждённым призом UNESCO Fair Play — за благородный поступок, совершённый в чемпионате Польши. Когда на одном из этапов чемпионата у соперника Шурковского — Зигмунта Ханущика сломались и основной, и запасной велосипеды, Шурковский отдал тому свою запасную машину, рискуя выбыть из борьбы в случае поломки основной. Ханущик в итоге стал чемпионом. В 1971 и 1973 годах Шурковский признавался лучшим спортсменом Польши по опросу газеты Przegląd Sportowy.
Завершил спортивную карьеру в 1980 году. В 1984 году окончил Академию физической культуры во Вроцлаве. В 1984—1988 годах был тренером национальной сборной Польши по шоссейным велогонкам. На Олимпийских играх в Сеуле его подопечные выиграли серебряную медаль в командной гонке на 100 км. В 1988—1989 годах возглавлял первую профессиональную польскую команду Exbud, в 1991 году основал в Варшаве спортивный клуб Szurkowski.
В 1985—1989 годах Шурковский был депутатом Сейма Польской Народной Республики.
В 1999 году награждён командорским со звездой орденом Возрождения Польши. В опросе за звание лучшего спортсмена Польши XX века занял второе место (после Ирены Шевиньской). В 2010—2011 годах — президент Федерации велоспорта Польши.
11 сентября 2001 года в Нью-Йорке трагически погиб старший сын Рышарда Шурковского 31-летний Норберт. Он находился на 104-м этаже одной из взорванных башен Всемирного торгового центра.